# Забруднення геологічного середовища
Забруднення геологічного середовища — привнесення в геологічне середовище або виникнення в ньому нових, звичайно не характерних для нього фізичних, хімічних або біологічних агентів. З. може бути природним (виверження вулкана, деградація озонового шару в результаті космічного бомбардування) і антропогенним, викликаним діяльністю людини. До основних об'єктів, що піддаються З., відносяться води (в тому числі, підземні), повітря, ґрунти. За своїм характером З. може бути фізичним (теплове, радіоактивне, електромагнітне), механічним, хімічним, біологічним або комплексним.
Антропогенне забруднення геологічного середовища — це процес негативної зміни природного стану геологічних порід і структур земної кори внаслідок діяльності людини. Такий вплив може виражатися у фізичному, хімічному чи біологічному порушенні гірських порід, змінах їхньої структури, складу, міцності, водопроникності тощо. Основними джерелами забруднення геологічного середовища в нафтогазовій галузі є буріння свердловин, видобуток вуглеводнів, аварійні скиди нафти та нафтопродуктів, захоронення бурових розчинів, порушення герметичності свердловин і трубопроводів. Результатом цього стає деградація ґрунтів, розвиток зсувів, просідань земної поверхні, забруднення водоносних горизонтів, а також створення техногенно-небезпечних ділянок.